# Elaine Youngs
Elaine Youngs, née le 14 février 1970 à Orange, est une joueuse de volley-ball et de beach-volley américaine.

## Palmarès
- Beach-volley aux Jeux olympiques
  -  Médaille de bronze en 2004 à Atlanta avec Holly McPeak

- Championnats du monde de beach-volley
  -  Médaille de bronze en 1999 à Marseille avec Elizabeth Masakayan